# Camille Goemans
Camille Ghislain Goemans (Leuven, 23 januari 1900 - Brussel, 4 juni 1960) was een Belgische surrealistische schrijver en een galerijhouder in België en Frankrijk.
Hij stond aan de wieg van het surrealisme in België. In 1929 organiseerde hij de eerste tentoonstelling van Salvador Dali in Parijs. Daarnaast was Goemans een promotor van René Magritte.

## Mede-oprichter van het surrealisme in België en galeriehouder
Camille Goemans was de zoon van Leo Goemans, doctor in de klassieke filologie, inspecteur-generaal van het onderwijs en bestendig secretaris van de Koninklijke Vlaamse Academie voor taal en letterkunde. Na zijn humaniora aan het Sint-Michielscollege van Brussel, ging Camille Goemans in 1918 geneeskunde studeren aan de universiteit van Brussel. Na twee academiejaren schakelde hij over naar de rechten aan de universiteit van Leuven. Hij beëindigde zijn studie als doctor in de rechten pas in 1933.
In 1922 werd hij redacteur van het tijdschrift "Le Disque vert" van Franz Hellens. Hij was bevriend met Henri Michaux en de schrijver Herman Closson. In le Disque vert publiceerde hij voor de eerste maal een gedicht "Périples", in 1924.
Datzelfde jaar trad hij in het huwelijk met Jeanne Crickboom, de secretaresse van "Le Disque vert". Hij was sinds 1923 ambtenaar bij het ministerie en kabinetslid bij minister Paul Tschoffen.
In 1924 ontmoetten de schrijvers Camille Goemans en Marcel Lecomte de schilder René Magritte. Magritte zat toen in zijn dadaïstische periode, samen met zijn vriend E.L.T. Mesens, maar raakte in datzelfde jaar in de ban van het surrealisme door het zien van het schilderij "Chant d'Amour" van Giorgio De Chirico.
René Magritte, Camille Goemans, E.L.T. Mesens en Marcel Lecomte hadden concrete plannen om een tijdschrift "Période" op te richten, maar Paul Nougé bracht hen van dat idee af.
In november 1924 verscheen het tijdschrift "Correspondance", dat Camille Goemans samen met Paul Nougé en Marcel Lecomte had opgericht. Dit tijdschrift was in feite een vlugschrift, traktaat genoemd, dat drie keer per maand zou uitgegeven worden, telkens in een andere kleur. Het zou verschijnen tot september 1925, met in totaal 22 uitgiftes. Het was het belangrijkste orgaan van het Belgisch surrealisme in die periode. Hoewel het in hetzelfde jaar uitkwam als het eerste surrealistisch manifest van André Breton, was het niet daarop gebaseerd. Breton bekeek het tijdschrift met enige argwaan. "Correspondance" nam echter teksten over van het tijdschrift "La Révolution Surréaliste" van Breton en Paul Éluard. Breton bracht bij zijn verblijf in Brussel in 1925 een bezoek aan de redactie van "Correspondance" en er werd een gemeenschappelijke verklaring opgesteld. Marcel Lecomte werd in juli 1925 ontslagen als redacteur, hij zou in 1928 terug aansluiting krijgen met de surrealisten.  Paul Nougé zou vanaf 1927 redactielid worden van "La Révolution Surréaliste".
Het verschijnen van de traktaten van "Correspondance" in 1924 wordt beschouwd als de start van het surrealisme in België.
Goemans ging enkele jaren in Parijs wonen waar hij zijn eerste contacten legde met de Franse surrealisten. Vanaf 1926 volgden de  Belgische surrealisten volledig de principes van de Franse surrealisten zoals geformuleerd door André Breton.  
In april 1926 ging hij samenwerken met Geert van Bruaene in Brussel. Ze openden de "Galerie La nouvelle Vierge Poupine" in de Louizalaan in Brussel. Deze galerie was de opvolger van een galerie van Van Bruaene in de Naamsestraat, waar Paul van Ostaijen codirecteur was geweest, maar met wie de samenwerking verbroken was. De eerste die er kon exposeren was Marthe Donas. Een belangrijke expositie bestond uit de collages "Series of Natural History" van Max Ernst .
Op 6 oktober 1926 nam Goemans deel aan de fameuze 'slag' van het Casino van St.-Joost-ten-Node, een ludieke protestactie van de "Société du Mystère", de kring rond Magritte, tegen een toneelstuk, die volledig uit hand is gelopen. HIj sloot die avond een levenslange vriendschap met Marc Eemans, die zonder enige band met de "Société du Mystère" deelnam aan deze actie. Dezelfde avond werden Marc Eemans en zijn vriendin Irène Hamoir opgenomen in de "Société du Mystère". Irène Hamoir werd later Mevrouw Jean Scutenaire (later Louis Scutenaire genoemd, geboren in 1905 te Ollignies-Lessines). De 'slag' van het Casino van Sint-Joost-ten-Node was het 'kristallisatiemoment' van het Belgische surrealisme.
Uit de kring rond het tijdschrift "Correspondance" met Paul Nougé, Camille Goemans, Marcel Lecomte, E.L.T. Mesens, Louis Scutenaire, René Magritte en de musicus André Souris, nu ook aangevuld met Marc Eemans en Irène Hamoir, zou het Brussels surrealisme ontstaan, officieel met het opstellen van drie traktaten in 1926 die in 1927 in de tijdschriften "Marie" en "Adieu à Marie" van E.L.T. Mesens verschenen.  Nougé was de intellectuele leider van deze surrealistische groep. Op de wekelijkse bijeenkomsten op zondag  werden de raadselachtige en soms humoristische titels van de werken van Magritte gelanceerd, meestal door Paul Nougé.
Met Paul Nougé richtte Goemans in 1928 het tijdschrift "Distances" op, het eerste officiële tijdschrift van de surrealisten, met bijdragen van Marcel Lecomte, Louis Scutenaire, Marc Eemans, E.L.T. Mesens en André Souris en René Magritte zelf. Het doel van het tijdschrift was vooral gestalte te geven aan de eenheid van geest van de Belgische surrealisten. Het zou slechts drie nummers kennen en in 1928 eindigen. Het blad werd niet gecommercialiseerd en enkel naar medestanders verstuurd.

## Parijse periode: Galerie Goemans en René Magritte en Salvador Dali
In 1927 gingen zowel Magritte als Goemans in Parijs wonen om betere contacten te krijgen met de Franse surrealisten. Goemans, die optrad als beschermer van Magritte, wilde hem in de eerste plaats een plaats geven in het Europees surrealisme. Dit zou niet zo goed lukken, de opvattingen van Magritte stemden niet overeen met die van de groep rond Breton. Ondanks de vele contacten met deze groep, behoorde ook Goemans niet echt tot de groep van Breton.
Magritte en zijn echtgenote gingen in de voorstad Le Perreux-sur-Marne wonen, Camille Goemans in Montmartre, in hetzelfde huis als Miro, Ernst en Max Morise. Daar leerde hij ook Dali kennen, die op dat ogenblik in Parijs verbleef. Het was Goemans die Dali aan Paul Eluard voorstelde. Tijdens hun verblijf in Parijs zetten Magritte en Goemans hun activiteiten in Brussel verder. Het tijdschrift "Distances" kreeg trouwens het adres van Goemans in Montmartre als zetel, wat het een internationale uitstraling gaf.
Goemans werd in Parijs beheerder van de surrealistische galerie van Marcel Fourrier, die echter eind 1928 de deuren moest sluiten.
Goemans vond een geldschieter en plande de opening van een galerie in Parijs.
René Magritte stond aanvankelijk nog onder contract bij Gustave Van Hecke. Met het maandelijks inkomen dat hij hierdoor genoot was hij nu fulltime kunstschilder kunnen worden. Goemans slaagde er toch in werk van Magritte te verkopen waarop Van Hecke geen rechten had, zonder zijn medeweten. In juli 1929 had Magritte zijn contractovereenkomst met Van Hecke verbroken in ruil voor Goemans, in afwachting van de opening van de nieuwe galerie van Goemans, die hem een solotentoonstelling in maart 1930 beloofde.
In maart 1929 publiceerden Goemans en Magritte vijf uitgaven getiteld "Le sens propre", die bestonden uit een combinatie van een gedicht van Goemans en een reproductie van Magritte.
In de zomer van  1929  kon "La Galerie Goemans" in het centrum van Parijs openen. Hij kon Jean Arp en Yves Tanguy onder contract brengen en stelde tevens werken tentoon van Max Ernst, Joan Miro, Man Ray en Magritte. Voor Magritte was het zijn eerste tentoonstelling in het buitenland. Begin november kreeg Arp zijn eerste solotentoonstelling. Daarna was het de beurt aan Salvador Dali, zijn eerste tentoonstelling in Parijs.
Die zomer trokken Camille Goemans, zijn toenmalige vriendin Yvonne Bernard, René Magritte en zijn vrouw Georgette, Luis Buñuel, Paul Eluard en zijn echtgenote Gala (en hun dochter Cécile) naar Cadaqués voor een vakantie van een maand bij Dali.  Dit leidde tot de levenslange relatie van Dali met Gala.
Tijdens deze vakantie plaagden Eluard en Goemans Magritte met zijn sterke Waalse accent. Dit lag gevoelig voor Magritte en leidde tot zijn minachting voor de Parijse kunstwereld en zijn "vache"-periode van 1948. Hij schilderde in Cadaquès zijn werk "Le temps menaçant".
In 1930 kreeg Goemans problemen met zijn zakenpartner Ernst Rott, niet alleen was die in financiële moeilijkheden gekomen door de crisis in de kunstsector, maar tegelijk had ook zijn vriendin Yvonne Bernard hem verlaten voor Rott. In maart 1930 organiseerde Goemans een grote tentoonstelling van collages met de hulp van Louis Aragon. Op 12 april 1930 moest Goemans noodgedwongen de galerie sluiten, waardoor Magritte geen kans kreeg op een solotentoonstelling. Door het feit dat het contract met Goemans, dat hem een maandelijks inkomen verschafte verbroken was,  kwam Magritte in zware financiële moeilijkheden, waardoor hij weer als publiciteitstekenaar in loondienst zou moeten werken.
Goemans keerde in mei 1930 met zijn nieuwe vriendin, Sacha Chigirinsky, terug naar Brussel. Marc Eemans zou hem financieel ondersteunen.

## Breuk met de surrealisten
In  de loop van het jaar 1930 ontstond een definitieve breuk tussen enerzijds  Marc Eemans, Marcel Lecomte en Camille Goemans en de anderzijds andere leden van de groep "Société du Mystère".
Zij zagen zichzelf als "orthodoxe surrealisten" in navolging van het Tweede surrealistisch manifest van André Breton, wat door de anderen betwist werd. Eemans, Marcel Lecomte en Camille Goemans waren van mening dat het mystieke en occulte de basis moesten vormen van het surrealisme. Mystieke teksten uit alle culturen waren het verband tussen de sacrale kern die in het onbewuste aanwezig was en tot uiting kwam in de surrealistische kunst.  Deze visie was volledig in strijd met de opvattingen van Réné Magritte.  Magritte wil enkel de werkelijkheid tonen, zonder gebruik te maken van symbolen.  Zijn werken zijn beelden van de zichtbare wereld, maar dusdanig samengebracht dat ze mysterie oproepen.  Het schilderij zelf bevat geen enkele boodschap of interpretatie van het mysterie, het toont enkel het mysterie. De interpretatie ervan of het gevoel erbij is volledig voor rekening van de toeschouwer, het is niet de opzet van het werk. Magritte wilde dat de toeschouwer náár, en niet ín zijn beelden keken. Hij wilde dat de toeschouwer het mysterie waarnam in plaats van het te interpreteren. 
Een onderliggende reden voor de totale breuk was de groeiende wrevel die Magritte en de andere leden van de "Groupe du Mystère" koesterden tegen Marc Eemans. Er was ongenoegen en liefdesleed bij Eemans omdat zijn vroegere vriendin, Irène Hamoir, in februari met Scutenaire was gehuwd. Daarnaast was de geldingsdrang en superieur gedrag van de jonge, maar zeer erudiete Eemans een doorn in het oog, met als breekpunt zijn ostentatief uitpakken met zijn vertaling van het mystieke werk van Hadewych voor de ganse groep. De breuk met Camille Goemans was een rechtstreeks gevolg van de slechte afloop voor Magritte van het Parijse avontuur, dat Goemans bijzonder kwalijk werd genomen.
Eemans en Camille Goemans verlieten de groep. Lecomte, bij wie geen persoonlijke elementen speelden, behield zijn banden met "La Société du Mystère" en zou vlug weer met hen samenwerken.

## Hermès en Directeur Belgisch-Luxemburgse Dienst voor Toerisme
Eemans en Goemans richtten in 1930 de uitgeverij Hermès op. Eemans gaf er de bundel "Vergeten te worden" uit.  In 1931 werd Goemans benoemd tot adjunct-directeur van de Belgisch-Luxemburgse dienst voor Toerisme en zette zijn studies rechten verder. In hetzelfde jaar trouwde hij met Sacha Chigirinsky, die vertalingen zou doen voor Hermès.
Hij hervatte zijn studies en behaalde In 1933 zijn doctoraat in de rechten.
In 1933 richtten Eemans, Camille Goemans en René Baert, een oude vriend van Eemans, het Franstalige tijdschrift "Hermès" op ("Revue trimestrielle d'études mystiques et poétiques", dat tot 1939 zou verschijnen en een grote rol zou spelen in het Franstalige cultuurleven. Het objectief van het tijdschrift was een verkenning van kosmische verbanden tussen poëzie en mystieke teksten in de westerse en oosterse traditie , een soort "occult" surrealistisch tijdschrift voor ingewijden, in feite de vertolking van het breekpunt van Eemans en Goemans met de andere surrealisten. Eemans en Baert waren hoofdredacteurs. Goemans was redacteur.
Hermès bracht Franse vertalingen over "Mystiek in de Nederlanden", met Zuster Hadewych, Meester Eckhart, Ruusbroec en anderen. Het introduceerde Martin Heidegger en Karl Jaspers in België. Zij beriepen zich  voor hun mythische teksttradities op het Tweede surrealistisch manifest van André Breton, tot grote onvrede van de "Société du Mystère" en hevige reacties van de kernleden, waaronder Nougé en Mariën, tot gevolg, in feite de definitieve breuk tussen de beide visies.  Goemans zou later terug aansluiting vinden met de groep rond Magritte.
In 1937 richtte Goemans samen met Ivan Denis, Pierre Janlet en Lionel Giraud-Mangin het tijdschrift "Reflets" op.  Het was de eerste geïllustreerde revue in Europa die geïnspireerd was op het Amerikaanse blad "Life", een voorloper van het Franse blad "Paris Match".  Het zou tot 1939 verschijnen.
In zijn hoedanigheid van aanvankelijk adjunct-directeur generaal en later directeur bij de Belgisch-Luxemburgse dienst voor Toerisme werkte Goemans in de jaren '30 nauw samen met de filmmaker Henri Storck als opdrachtgever, voice-over en scenarioschrijver.

## Officier in het Belgische leger
In 1939 werd Camille Goemans opgeroepen als reserve-luitenant voor het Belgische leger en nam in 1940 deel aan de 18-daagse veldslag in België. Hij werd daarna schatbewaarder bij het Belgische Rode Kruis in Brabant, verzorgde de officiële redactie van enkele ministeries en was van 1944 tot 1945 actief bij de Belgische sectie van de BBC. Ondertussen werkte hij mee aan enkele tentoonstellingen van Magritte en een aantal culturele activiteiten van zijn nieuwe partner Lou Cosyn, die in 1942 een galerie oprichtte. In 1944 lag hij aan de basis van  het tijdschrift Response, maar dit bleef beperkt tot één uitgave.

## Galerie Lou Cosyn en Hoofd Public Relations Philips
Lou Cosyn was de nieuwe vriendin van Camille Goemans. Ze kregen in oktober 1944 een zoon, Camille Grégor, maar zouden pas in 1956, na de afwikkeling van de echtscheiding met Sacha Chigirinsky, trouwen.  Zij was handelaar in schilderijenen verdediger van toenmalige hedendaagse kunstenaars, in het bijzonder ook vrouwen zoals Cécile Migue. Zij werkte  samen met de Galerie Dietrich. In 1942 opende ze in Brussel een eigen galerie "Galerie Lou Cosyn" waar regelmatig  schilderijen van René Magritte werden tentoongesteld en verkocht. Zij was immers tot 1948 de voornaamste verdeler van schilderijen van  Magritte. Zij is de enige die de periode  "En plein soleil" (zijn werk uit de oorlogsjaren) heeft tentoongesteld. Deze galerie zou tot 1951 blijven bestaan. Lou Cosyn had onbetwistbaar de leiding maar kon rekenen op de steun en ervaring van haar partner Camille Goemans. In 1943 was er een semi-clandestiene tentoonstelling van werken van Magritte. Pierre Alechinsky zou er in 1947 zijn eerste solotentoonstelling houden. Een andere opmerkelijke tentoonstelling was "Femmes Peintres" in 1943-1944.
In 1947 kreeg Camille Goemans de leiding over de "Galerie van de Antwerpse Vereniging voor Schone Kunsten") met de naam "Artes". Opmerkelijk waren de Picasso-tentoonstelling, de tentoonstelling  "Het naakt in de hedendaagse Belgische kunst" en een solo-tentoonstelling van René Guiette.
In maart 1948 organiseerde hij een conferentie over Picasso en in 1949 in La Louvière een conferentie "The Experience of Surrealism", waar werken van de beeldhouwer Pol Bury werden tentoongesteld.
In dat jaar werd hij benoemd tot hoofd van de Public Relations (Pers- en Voorlichtingsbureau) van de groep Philips in Brussel. Dit is de reden dat zijn naam niet meer vermeld wordt bij artikels die hij in tijdschriften bleef schrijven. Hij was verantwoordelijk voor het Philips-paviljoen op de Wereldtentoonstelling van Brussel in 1958. In de vakbladen van Philips blonk hij uit met zijn opmerkelijk gevoel om op accurate wijze technische onderwerpen te populariseren.
In 1956 gaf hij een lezing over René Magritte in Charleroi ter gelegenheid van de een grote retrospectieve tentoonstelling van Magritte.
De Wereldtentoonstelling van 1958 zou zijn laatste grote activiteit zijn. Hij overleed op 4 juni 1960 op 60-jarige leeftijd.

## Werken
- Périples, éditions du Disque vert, Parijs-Brussel, 1924.
- Poèmes pour la guerre, Les Lèvres nues, Brussel, 1968.
- Grand comme une image, met een tekening van René Magritte, Les Lèvres nues, Brussel, 1968.
- Arsène, met een tekening van Francis Picabia, Les Lèvres nues, Brussel, 1969.
- Le Bonheur des rois ou quelques précisions pour un adolescent, Les Lèvres nues, Brussel, 1969.
- La Fille perdue, Les Lèvres nues, Brussel, 1970.
- Interrogeons notre destin, Les Lèvres nues, Brussel, 1969.
- Œuvre 1922-1957, omslag van René Magritte, André De Rache, Brussel, 1970
- Écrits. Fragments, Labor, Brussel, 1992.